# رنگینک-ژیان‌مرغ شکم‌گوگردی
رنگینک-ژیان‌مرغ شکم‌گوگردی (نام علمی: Neopelma sulphureiventer) نام یک گونه از سرده نوکف‌پایی‌ها می‌باشد.